# Sagus
Sagus war ein antiker römischer Toreut (Metallarbeiter), wahrscheinlich in der zweiten Hälfte des 1. Jahrhunderts in Gallien tätig.
Sagus ist heute nur noch aufgrund eines Signaturstempels auf einer Bronzekasserolle bekannt. Diese wurde in Caernarfon, dem antiken Segontium, in Caernarfonshire, Wales gefunden. Heute befindet sich das Stück im Segontium Museum in Caernarfon.

## Einzelbelege
1. ↑  Inventarnummer ?; Richard Petrovszky: Studien zu römischen Bronzegefäßen mit Meisterstempeln. Leidorf, Buch am Erlbach 1993, S. 295–296, Nr. S.03.01.

| Personendaten    | Personendaten                              |
| ---------------- | ------------------------------------------ |
| NAME             | Sagus                                      |
| KURZBESCHREIBUNG | antiker römischer Toreut                   |
| GEBURTSDATUM     | 1. Jahrhundert v. Chr. oder 1. Jahrhundert |
| STERBEDATUM      | 1. Jahrhundert oder 2. Jahrhundert         |